# Формат вещания
Формат вещания (также формат радио, радиоформат, формат программирования радиостанции) описывает жанровое содержание, направление и стиль подачи материала в эфир теле- или радиостанций.
Формат вещания (программы) — это структура медиапродукта, совокупность параметров элементов, составляющих контент и определяющих особенности его подачи. В аудиовизуальных СМИ элементы (блоки), составляющие контент, могут быть созданы в соответствии с каким-либо жанром. Но их количество, последовательность, продолжительность, ротация, время выхода в эфир, объем, количество и время выходов рекламных блоков в эфир и способ подачи и т. п. — определяет формат.
Форматы часто определяют маркетинговую направленность. Такие форматы, как «музыкальное радио», «информационное радио», «радио общения», «радио погоды» подразумевают основной жанр такого радио, где каждый отдельный формат может подразделяться на другие.

## История явления
В полиграфию термин вошел в XVIII в. в значении «размер печатного издания, размер листа». Причем в ходу был формат как термин, плюс к нему прикреплены еще и номенклатурные полиграфические наименования, обозначающие конкретные размеры изданий, скажем формат A4, формат A3, формат A2.
Речь идет уже не просто о внешнем виде, размере, а о совершенно определённом размере, эталоне, стандарте в полиграфической промышленности. Сема стандарт оказывается в этом термине для профессионального сознания актуализированной.
В 1990-х годах в активном обиходе появляется ещё один формат, связанный со всеобщей компьютеризацией, — формат как некая структура, некоторые параметры, свойства и возможности, некий электронный стандарт (формат DVD, MP3), с которым могут работать соответствующие компьютерные программы. Большинство из нас, будучи рядовыми пользователями, не знать этого компьютерного термина не могли, но воспринимали не столько его специфический очень сложный и никому, кроме компьютерщиков, недоступный смысл, сколько лишь один из его компонентов — структура, стандарт.
Из компьютерного лексикона пришло и производное от формата понятие форматировать — 1) стереть старую информацию и установить новое программное обеспечение; 2) придать тексту определённый заранее заданный внешний вид, например форматировать текст по центру, левому или правому краю. И в том и в другом значении глагола форматировать для далёкого от кибернетики сознания рядового пользователя актуализируется одна и та же схема — структура, эталон, та же самая, что и в случае с полиграфическим форматом. Об актуализации именно этой семы свидетельствует и переносное значение глагола в сочетании форматировать мозги, давно уже ставшее общеупотребительной метафорой. Об актуализации в понятии формат семы стандарт, эталон говорит и образование слов неформат, неформатный, то есть нетипичный, не соответствующий стандартным представлениям о каком-либо явлении: неформатный Задорнов, Культурная журналистика: неформатный формат СМИ; презентовать «неформатного» кандидата.
Специализация по форматам началась в США в начале 1950 гг. на радио. Первоначально радиопрограммы делались по принципу «коктейля» («Что-нибудь/всё для каждого»), чтобы любой слушатель мог найти что-то интересное для себя. Но уже в середине 1960 годов появление новых музыкальных стилей привело к множеству новых форматов, каждый из которых имел свою целевую аудиторию и назначение. С ростом конкуренции происходил и дальнейший рост специализации форматов. Поскольку фактор борьбы за аудиторию актуален для всех видов СМИ, можно предположить, что причины появления форматов в других электронных, а также печатных СМИ аналогичны. В настоящее время существует большое количество форматов аудиовизуальных СМИ.

## Критика
Тимур Кибиров «„Формат“ − это попросту замена слова „идеология“. Раньше редактора говорили: „идеологически чуждо“, „идеологически неприемлемо“. Теперь говорят − „не наш формат“. Вот и все, разницы никакой».
Леонид Парфенов: «Слово „формат“ появилось потому, что произошло разделение рынка. На советском телевидении никакого рынка не было, все передачи делались для пионэров и пенсионэров. Делались не „как-то“, а „про что-то“. И поэтому были неотличимы − никакой разницы между „Клубом путешественников“, „В мире животных“ и „Музыкальным киоском“ вы не найдете, сколько ни ищите. Это называлось „редакторское телевидение“ − когда передачи принимали глядя в папку и не глядя в камеру, просто читая текст… Потом возник рынок, возникло понятие о „продукте“ и его „потреблении“, и понадобилось внятно объяснить: что ты делаешь, на что тратишь деньги. Вот это требование внятности и привело к появлению „формата“. Чтобы твоя работа не была сделана впустую, в никуда. Ты, конечно, можешь гордиться тем, что снимаешь фильм „вне формата“, но если он окажется еще и „вне зрителя“, то станет, скорее всего, твоим последним фильмом. Да и зачем мне что-то делать, если это не будут смотреть или читать? И я не испытываю никаких мук большого художника, когда соизмеряю свои личные представления с требованиями „потребляемости“. Другое дело, что надо рисковать, надо не бояться выйти на один шаг в „неформат“ − потому что, если ты рискнул правильно, именно на этот шаг ты окажешься впереди всего рынка, переполненного форматным продуктом. Это тоже законы бизнеса. Всем хочется сорвать банк, вырваться в лидеры, сделать новый тренд и заработать не скучные 15 процентов, а 125».
При этом, лингвистов, настораживает размытость данного термина. В различных высказываниях он приобретает различные, не соотносимые друг с другом значения.
Максим Соколов: "Происходит стремительное, даже какое-то страстное обновление языка. И можно заметить, что слова исчезают потому, что оказываются слишком уж обязывающими. А те, что приходят им на смену, не обязывают ровным счетом ни к чему. К примеру, словом «проект» сейчас можно обозначать все что угодно.. «Формата» − это, наверное, то, что прежде называлось «жанром». Но слово «жанр» предполагало наличие некой системы: какой жанр чего требует, к чему обязывает. И тогда создание нового жанра − это действительно нетривиальное творческое усилие, это не всякому дано, это большая работа, требующая таланта, вдохновения, может, даже гениальности. Ну а ежели со всем этим есть какие-то проблемы, то лучше придерживаться прежних жанров, канонических… А слово «формат» − оно раскрепощающее. Традиционный язык нес в себе идею ранга, иерархии, системы требований и т. д. А появление слов типа «проект» или «формат» эту идею ранга снимает. Очень привлекательно, очень демократично.
Но журналисты отстаивают данный термин, необходимый для их профессионального общения:
Алена Долецкая: «Я защищаю свой формат.
Формат — это естественная реакция на засилье эклектики и бесстилья, в котором мы прожили все девяностые годы. Это понятие не случайно возникло именно в СМИ, но затем (тоже совсем не случайно) перешло в лексикон политиков, экономистов, бизнесменов. Значит, это понятие, которое что-то важное определяет в нашем времени».
Илья Ценципер: «Я сам этим словом не пользуюсь, но идея мне нравится. Если мы, создавая и осуществляя коммуникацию, заинтересованы в ее эффективности, то возникновение понятия „формат“ почти неизбежно. Мы строим коммуникацию по правилам, заранее известным нашему потребителю − зрителю, читателю, пользователю, − или согласовываем их с ним».

## Роль в контексте
Понятие формат как синоним жанра употреблено в следующих случаях: работа перед камерой в самых разнообразных форматах (от индивидуального интервью до командной пресс-конференции; программа сделана в новом для российского телевидения формате. Это …новый телеформат… От существующих скетч-шоу и музыкально-пародийных передач новый проект отличается тем, что задействует пародийный жанр во всем его многообразии. Как синоним стиля формат выступает в следующем контексте. Каждый из этих случаев уверенно можно отнести к одному из трех основных типов взаимоотношений, обуславливающих формат коммуникации и предполагающих соблюдение обеими сторонами строго определенного стиля поведения. Формат появляется и вместо понятия раздел, рубрика: Институт PR представит СМИ новый формат работы с аудиторией …появится новый раздел «Видеорелизы».
Однако, претендуя на терминологичность и упорядочивающую, системообразующую роль в дискурсе СМИ, понятие не может долго сохранять такую смысловую расплывчатость и неопределенность. И сейчас можно говорить о том, что начинается и процесс его специализации, конкретизации, отделения от названных выше жанра, стиля, типа. В ряде контекстов оно уже употребляется в значении стандарт СМИ, обусловленный их типом, каналом распространения, объемом и полиграфическим форматом или хронометражем, особенностями аудитории, периодичностью, редакционной политикой. Список дефинирующих признаков можно продолжить. Вот свидетельство одного из профессионалов-журналистов: «Мне близко определение формата как внутреннего стандарта СМИ, материализованного в оригинал-макете издания на основе правил, норм, традиций редакционной политики. Наверняка, это определение можно уточнить и, честно говоря, пора делать по многим причинам, практически совпадающее с приведенным нами определением. Так, относясь к одному типу, скажем региональных СМИ, издания могут иметь разный формат, обусловленный объемом, периодичностью, спецификой оформления, традициями и др. индивидуальными особенностями»Но, с другой стороны, предельная абстрактность понятия, включающего, кроме актуализированной семы стандарт, эталон, еще от силы два смысловых элемента: форма и структура, способ организации создают семантическую основу того, что модное, престижное слово, осознаваемое как элемент современной языковой картины мира, далеко не ограничивается упомянутыми контекстами и вытесняет другие традиционные понятия и дискурса СМИ, и других тематических областей. Почему такое возможно? Потому, что чем беднее значение понятия, тем шире его объем, то есть способность назвать определенное количество явлений действительности. Отсюда и потенциальная почти неограниченная сочетаемость и возможность вхождения в огромное количество тематических областей. Это мы и наблюдаем.

## Роль в массовой культуре
Так, в дискурсе СМИ под форматом могут скрываться и скрываются следующие понятия: разновидность СМИ (электронные, печатные или Интернет): в зависимости от формата коммуникации (письменная и электронная); технология общения с аудиторий: формат общения в режиме онлайн; особенности законодательного регулирования отношений СМИ и власти: Новый формат местных СМИ (о том, что законодательно в обязанность местных СМИ вменена публикация всех решений местной власти); канал коммуникации: в формате вербальной коммуникации, внутреннего монолога. На одной из конференций по проблемам коммуникации были заявлены следующие сообщения: «„Русский мир“ как формат коммуникации»; «Русский язык как носитель русского формата», «Игровая технология − коммуникация, задающая формат цивилизации».
Понятие формат получило широкое распространение и в дипломатии, бизнесе, психологии, педагогике, рекламе и даже спорте. Причем только в первой из названных областей оно приобрело хоть какую-то понятийную определенность и означает:
1. особенности взаимодействия с партнером: «Власть, пресса, гражданское общество: новый формат диалога»; «Народная дипломатия» станет новым форматом общения между левым и правым берегами Днестра; Новый формат нефтяных отношений; Госдума рекомендует правительству России пересмотреть формат отношений с непризнанными республиками;
2. состав, количество участников переговоров (напр., формат переговоров 2+2); бизнес видит в формате значение стандарт.

Таким образом, в «поведении» модного, крайне расплывчатого и неопределенного, слова формат можно констатировать две противоположных тенденции: первая — это возможная терминологизация одного из значений, благодаря которой удовлетворяется коммуникативная потребность дополнить существующие классификации СМИ, и вторая — это экспансия модного слова в коммуникации, доходящая до полного обессмысливания понятия.

## На радио
На музыкальных радиостанциях: подразделение по многочисленным жанрам и направлениям музыки. Также подбор исполнителей определённой стилистики и идеологической направленности в таком жанре.
У всех радиослушателей свои вкусы и предпочтения. Поэтому под «форматом радиовещания» подразумевают особенности деятельности радиостанции, направленной на удовлетворение эстетических запросов конкретной аудитории. Насчитывается около 20 основных форматов коммерческих радиостанций, но вариантов их реализации существует гораздо больше.

## На телевидении
Формат телепрограммы определяют:

а) оформление студии;

б) особенности работы ведущего:

─ количество одновременно работающих ведущих;

─ требования к внешнему виду и стилю поведения и речи;

─ эмоциональная манера ведения передачи;

в) наличие и особенности звукового и видеосопровождения;

г) наличие приглашенных участников и требования к ним:

─ их количество;

─ параметры различения (пол, внешний вид, образование, социальное и семейное положение, сфера деятельности и т. п.);

─ размещение их в студии;

─ степень свободы доступа к микрофону;

─ наличие и распределение ролей;

д) наличие новостных блоков:

─ тематика;

─ количество и время их включений;

─ объем общий и каждого блока;

е) наличие рекламных блоков:

─ тематика; жанр

─ количество и время их включений;

─ объем общий и каждого блока.